# Шосе A10 (Латвія)
Шосе A10, Рига-Вентспілс, також Вентспілське шосе — головна магістраль Латвії протяжністю 188 км, частина міжнародного шляху E22. Дорога від перехрестя біля Приєдайне до Вентспілса наразі має лише одну смугу в кожному напрямку.

## Історія
У серпні 2016 року розпочато реконструкцію ділянки від каналу Варкалі до Юрмальського шосе, реконструкцію Лієлупського мосту та відновлення тротуару на ділянці від Смарде до перетину з шосе P98, а також реконструкцію ділянки до перетину з трасою P121. У листопаді 2016 року було оголошено тендер на відновлення тротуару на ділянці Вільксала — Пуре (79,5-85,8 км), який виграло SIA «Saldus ceļinieks» з контрактною ціною 1 050 501 євро.
У червні 2019 року почалася реконструкція траси A10 на ділянці шосе Юрмала в Бабітському районі (13,41 — 19,25 км), яка була завершена 2 вересня 2020 року. Під час реконструкції основу дороги укріпили переробленим старим асфальтом та поклали три шари нового асфальту. Також оновлено з'їзди на дворівневій транспортній розв'язці з Ризькою об'їзною дорогою A5 (Саласпілс-Бабіте). Роботи виконала асоціація-постачальник «ACB and Binders» за договірною вартістю 22,97 млн євро з податком на додану вартість, які були покриті з державного бюджету.
У березні 2022 року почалася реконструкція A10 від Кубра до повороту на Smārdi (41,30-52,74 км). До кінця 2022 року планується повністю реконструювати ділянку від Кудри до повороту на Кемері (викопати шар торфу під дорогою, влаштувати дренажно-утримуючий шар і укласти асфальтобетон у три шари), а ділянку від вул. поворот Кемері на поворот Смарде планується покрити вирівнювальним фрезеруванням асфальтобетону, виправити профіль дороги та укласти асфальтобетон у три шари.

## Проєкт швидкісної магістралі
У 2007 році оголошено тендер на розробку ескізних проєктів на ділянці Приєдайне — Слока. У рамках проєкту планувалося побудувати другу проїзну частину на ділянці траси, а також виконати всі вимоги, щоб траса відповідала стандартам швидкісної магістралі. У травні 2010 року було завершено оцінку впливу на навколишнє середовище, яка також включає перетворення ділянки Слока-Кемері на швидкісну магістраль.
Близько 2025 року планувалося провести масштабні роботи з реконструкції на A10 також на ділянці від Кемеру до повороту на Кандаву, пропонуючи два варіанти. Перша — двосмугова дорога шириною 14,5 м з боковою смугою, друга — чотирисмугова дорога шириною 21 м з дворівневими розв'язками, транспортними естакадами, пішохідними мостами, а також новозбудованими колекторами або дорогами. місцевого значення, паралельна трасі А10.
З іншого боку, стратегія розвитку латвійської національної автомобільної дороги до 2020 року передбачає реконструкцію ділянки A10 Юрмала — Тукумс протяжністю 48,4 км (2030—2035 рр.), потім реконструкцію Тукумс — Вентспілс протяжністю 114,6 км (2035—2040 рр.).